# Ricardo Rincón
Ricardo Rincón Espinoza (né le 13 avril 1970 à Cuitláhuac, Veracruz, Mexique) est un ancien lanceur gaucher de baseball.
Il évolue en Ligue majeure de baseball comme lanceur de relève pour les Pirates de Pittsburgh (1997-1998), les Indians de Cleveland (1999-2002), les Athletics d'Oakland (2002-2005), les Cardinals de Saint-Louis (2006) et les Mets de New York (2008).

## Carrière
En 565 matchs joués, tous comme releveur sur 11 saisons, Rincón maintient une moyenne de points mérités de 3,59 en 443 manches et deux tiers lancées, avec 400 retraits sur des prises, 21 victoires, 24 défaites et 21 sauvetages. 
Arrivé dans les majeures à l'âge de 26 ans, Ricardo Rincón fait partie à sa saison recrue chez les Pirates de Pittsburgh d'un match sans point ni coup sûr combiné, le premier de l'histoire des majeures réussi sur plus de 9 manches. Après 9 manches traversées par le lanceur partant des Pirates Francisco Córdova sans accorder de point ni de coup sûr aux Astros de Houston, Rincón vient le remplacer en 10e manche, n'accorde rien lui non plus, et devient le lanceur gagnant lorsque Pittsburgh remporte le match 3-0 sur un coup de circuit de Mark Smith en fin de 10e. 
Rincón est particulièrement efficace avec Cleveland en 2000 avec une moyenne de 2,70 en 20 manches lancées, et plus particulièrement en 2001 avec une moyenne de 2,83 points mérités accordés par partie en 54 manches de travail. 
Considéré comme un spécialiste gaucher, Rincón signe avec les Cardinals de Saint-Louis un contrat de 2,9 millions de dollars pour deux ans avant la saison 2006 ; blessé, il ne lance que 3 manches et un tiers la première année avant d'être libéré du contrat en mars 2007, mais il obtient quand même une bague de champion de la Série mondiale 2006, que Saint-Louis remporte sans son aide.
Absent du jeu toute l'année 2007, Rincón termine sa carrière dans les majeures par 8 matchs joués pour les Mets de New York en 2008. Le printemps suivant, il fait partie de l'équipe du Mexique à la Classique mondiale de baseball 2009.